# アナ・ダボヴィッチ
アナ・ダボヴィッチ（セルビア語: Ана Дабовић、英語: Ana Dabović、1989年8月16日 - ）は、セルビアの女子プロバスケットボール選手。父はバスケットボールコーチで母は元ハンドボール選手、兄と2人の姉もバスケットボール選手。
2017年よりトルコのフェネルバフチェ・イスタンブルでプレー。
2015年と2016年シーズンにWNBAのロサンゼルス・スパークスでプレーし、2016年にはWNBA優勝を飾る。
2015年4月から2016年10月までŽKKヴォイヴォディナの代表を務めていた。

## ナショナルチーム
2015年ユーロバスケットで優勝を果たし、セルビアとしては初の五輪となるリオデジャネイロ五輪出場を決める。五輪本大会では銅メダル獲得。